# August Hamann (Fußballspieler)
August Hamann (Lebensdaten unbekannt) war ein deutscher Fußballspieler.

## Karriere
Hamann gehörte Union Oberschöneweide als Mittelfeldspieler an, für die er in der vom Verband Brandenburgischer Ballspielvereine ausgetragenen Meisterschaft 1922/23 in der Gruppe A Punktspiele bestritt. Nachdem sein Verein das Rundenturnier bestehend aus zehn Mannschaften, nach Hin- und Rückspiel mit seiner Mannschaft als Erster abschließen konnte, gewann er mit ihr auch das Finale um die Berliner Meisterschaft mit 4:2 nach Hin- und Rückspiel über Vorwärts 90 Berlin, den Sieger der Gruppe B. Damit war er mit seiner Mannschaft für die Endrunde um die Deutscher Meisterschaft qualifiziert, in der er in vier Spielen eingesetzt wurde, jedoch das Finale am 10. Juni 1923 in Berlin mit 0:3 gegen den Hamburger SV verlor.

## Erfolge
- Zweiter der Deutschen Meisterschaft 1923
- Berliner Meister 1923